# Антињак (Горња Гарона)
Антињак (фр. Antignac) насеље је и општина у јужној Француској у региону Миди Пирене, у департману Горња Гарона која припада префектури Сен Годан.
По подацима из 2011. године у општини је живело 108 становника, а густина насељености је износила 18,62 становника/km². Општина се простире на површини од 5,8 km². Налази се на средњој надморској висини од 601 метар (максималној 1.846 m, а минималној 589 m).

## Демографија
| 1962. | 1968. | 1975. | 1982. | 1990. | 1999. | 2011. |
| ----- | ----- | ----- | ----- | ----- | ----- | ----- |
| 40    | 61    | 63    | 55    | 94    | 100   | 108   |

График промене броја становника у току последњих година